# امارامبالام
امارامبالام (به انگلیسی: Amarambalam) یک منطقهٔ مسکونی در هند است که در کرالا واقع شده‌است.